# Karl-Heinz Land

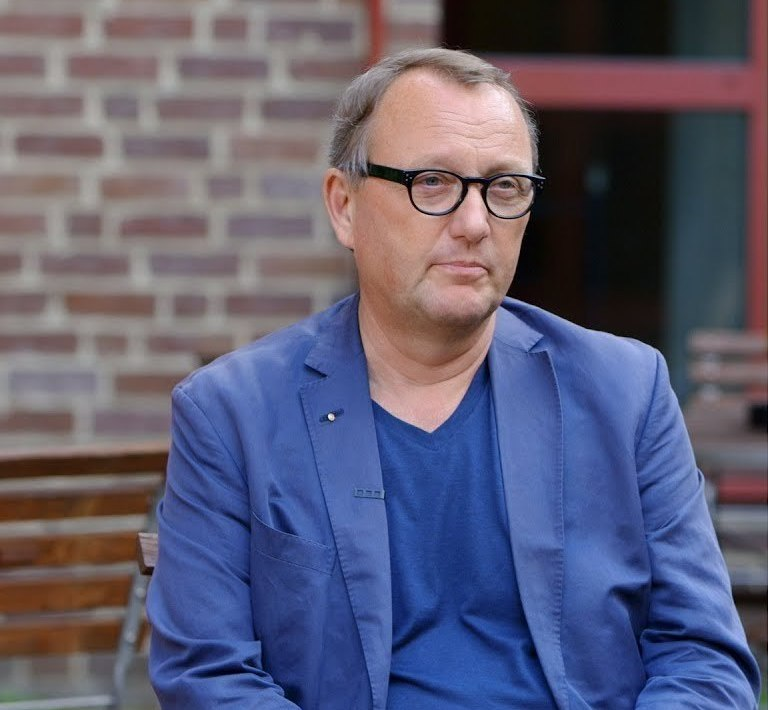
Karl-Heinz Land (2018)

Karl-Heinz Land (* 24. Januar 1962 in Hennef) ist ein deutscher Redner, Autor und Investor.

## Beruflicher Werdegang
Nach der Schule war Karl-Heinz Land Mitte der 1980er Jahre ein früher Mitarbeiter von Oracle in Deutschland und steuerte für das Softwareunternehmen bis 1994 den internationalen Vertrieb für Großkunden. Danach wurde Land zum Serial Entrepreneur und Investor von rund 50 Unternehmen und begleitete sie bei Börsengängen und der Internationalisierung. Dazu übernahm er Funktionen als Aufsichtsrat und Teilhaber. Zusätzlich übernahm Land Führungspositionen bei international operierenden Unternehmen wie Business Objects, die 2007 von SAP übernommen wurden, und MicroStrategy (heute Strategy Inc).
2001 gründete Land das Unternehmen VoiceObjects, das 2008 von Voxeo aufgekauft wurde und seit Juli 2013 zu Aspect Software gehört. Als Geschäftsführer der VoiceObjects AG wurde Land im Jahr 2006 zusammen vom Time-Magazin und dem Weltwirtschaftsforum als Technology Pioneer ausgezeichnet.
2014 gründete Land die Digital- und Strategieberatung neuland, die von Brand eins vier Mal in Folge von 2016 bis 2019 durchgängig als Beste Berater im Arbeitsbereich Digitalisierung ausgezeichnet wurde.
Aus seiner Zusammenarbeit mit dem Betriebswirtschaftler und Marketing-Professor Ralf Kreutzer sind mehrere Publikationen zur digitalen Zukunft entstanden. Mit Erde 5.0 - Die Zukunft provozieren veröffentlichte Land 2018 sein erstes Buch als Einzelautor.
Im Dezember 2020 erschien in Zusammenarbeit mit Leonie Schulze Bölling der Wirtschaftskrimi Permanent Error.

## Thematische Schwerpunkte
Land sieht in der Digitalisierung und dem technologischen Fortschritt die einzige Möglichkeit, die Weltprobleme vom Hunger, Klimawandel bis zur Überbevölkerung zu lösen. Er sieht hier insbesondere durch Technologien wie künstlicher Intelligenz und Blockchain die Chance, dass eine neue demokratische Infrastruktur für den Zugang zu Information, Kapital und Wertschöpfung entstehen könne, und dass mit Hilfe von Kreislaufwirtschaft und Sharing Economy nachhaltiger Umweltschutz und effiziente Wasser- und Nahrungsmittelversorgung erzielt werden könne.
Land prognostiziert, dass durch die Digitalisierung eine Dematerialisierung einsetzt, die einen großen Teil der Wertschöpfungskette überflüssig mache. Langfristig würden fast alle physische Produkte zu Software und Anwendungssoftware werden und damit dematerialisiert. Land postuliert, dass alles, was sich digitalisieren lässt, digitalisiert werde. Alles, was sich vernetzen lässt, vernetzt werde. Und alles, was sich automatisieren lässt, automatisiert werde.
Land vertritt die These, dass in 15 bis 20 Jahren entweder jeder zweite Mensch arbeitsfrei sei, oder der Großteil nur noch 20 Stunden pro Woche arbeiten würde. Er ist Befürworter des bedingungslosen Grundeinkommens und plädiert dazu, dass der Staat ein bedingungsloses Grundeinkommen gewähren und sinnvolle Arbeit im großen Stil selbst finanzieren müsse. Land schlägt eine Finanzierung durch eine Robotersteuer vor, die von Unternehmen getragen werden soll, die dank ihrer Software Profite machen.
In der Bildung ist Land Befürworter der Montessori-Pädagogik und plädiert für ein Umdenken in der Bildungspolitik. Land ist überzeugt, dass die Wissensvermittlung an Bedeutung verliere und der Aufbau von Sozial- und Methodenkompetenzen sowie selbstbestimmtes und lebenslanges Lernen durch die Digitalisierung an Bedeutung gewinnen.
Zu seinen Thesen wird er von Unternehmen, Verbänden, Universitäten und parteiübergreifend von Kommunal- und Bundespolitik zu Vorträgen und Workshops eingeladen.

## Werke
- Ralf T. Kreutzer, Karl-Heinz Land: Digitaler Darwinismus: Der stille Angriff auf Ihr Geschäftsmodell und Ihre Marke. Springer-Verlag, 2013, ISBN 978-3-658-01260-1.
  - Digital Darwinism: Branding and Business Models in Jeopardy. London 2015, ISBN 978-3-642-54400-2.
- Ralf T. Kreutzer, Karl-Heinz Land: Dematerialisierung – Die Neuverteilung der Welt in Zeiten des digitalen Darwinismus. FUTURE VISION PRESS (Eigenverlag), 2015, ISBN 978-3-9817268-0-0.
- Ralf T. Kreutzer, Karl-Heinz Land: Digitale Markenführung – Digital Branding im Zeitalter des digitalen Darwinismus. Springer Gabler-Verlag, 2017, ISBN 978-3-658-08546-9.
- Karl-Heinz Land: Erde 5.0 – Die Zukunft provozieren. FUTURE VISION PRESS (Eigenverlag), 2018, ISBN 978-3-9817268-4-8.
- Karl-Heinz Land, Leonie Schulze Bölling: Permanent Error. Books on Demand (Eigenverlag), 2020, ISBN 978-3-7526-5664-0.